# Сотк (гавар)
Сотк (арм. Սոդք, Սոթք, Սոտք) — гавар (область) в провинции Сюник Великой Армении. Средневековый историко-географический регион Армении.

## География
Охватывал восточные и юго-восточные прибрежные территории Севана (море Геламово). На западе граничил с гаваром Гегаркуни вдоль реки Макеняц (Карчахбюр), Варденисским хребтом на юге отделялась от гавара Вайоц-Дзор, Севанским хребтом на востоке граничил с провинцией Утик, Сюникским хребтом — Арцах. Соответствует восточным и юго-восточным территориям современной Гегаркуникской области. Территория в основном занимают равнины.

## История
В VI—II веках до н. э. часть армянского царства Ервандидов, в II—I веках до н. э. часть Великой Армении династии Арташесидов, в I—V веках н. э. династии Аршакидов. В древности Сотк являлось собственность нахарарского дома Содаци с центром в местечке Сод. Согласно Зоранамаку во время войн предоставил армянской армии около 50 воинов. У Клавдия Птолемея (I век н. э) упоминается как Содукена:

Области Армении в части, заключающейся между реками Евфратом, Киром и Араксом, суть следующие: у Мосхийских гор — Котарзенская, выше так называемых бохов; вдоль реки Кира — Тосаренская и Oтенская; вдоль реки Аракса — Колтенская и ниже её Содукенская; у горы Париадра — Сиракенская и Сакасенская…

С первой половины IX века вошел во владения Хаченского князя Сахля Смбатяна (Сахл ибн Сунбат ал-Армани). С конца IX до середины XI века часть Армянского царства Багратидов. До XIII века принадлежал хаченским князьям Цара (Вайкуник), в XIII—XV веках князьям из рода Допян, в XVI—XVIII веках — Мелик-Шахназарянам.
Кроме поселка Сод в Сотке находилась Хорасанибак, который в 895 году армянский царь Смбат II подарил Татевскому монастырю, а также поселок Васакашен (ныне Варденис), где в церкви св. Аствацацин (Богородицы) был похоронен хронограф XVI века Ованнисик Цареци. Здесь находилась также Варданабак (Варданашен) и село Мец Мазра, в котором находилась резиденция Мелик-Шахназарянов. В Сотке находится раннесредневековый монастырь Макенис.
В конце XIII века Степанос Орбелян перечисляет многочисленные населенные пункты Сотка и Цара находящейся под юрисдикцией сюникской митрополии Армянской церкви.
В период владычества племён Кара-Коюнлу и Ак-Коюнлу в области появляются кочевые тюркские скотоводческие племена, которые превращали обрабатываемые земли в пастбища, разрушали сёла, изменялась также топонимика области.
Уже в XVIII веке Симеон Ереванци упоминает следующие армянонаселённые села в Сотке: Цртагет, Отац ахбюр, Ншхарк, Каци, Бар, Кавтараноц, Салкут, Паракунис, Ахнеик, Катик, Каташен, Кармиршен, Басам, Цукрук, Хошкашен, Воскешен, Анмер, Хслинак, Этил, Даваланоц, Калер, Аркаунер, Ерицшен, Амариар, Еришат, Вокунис, Джил, Артвуч, Гетик, Камурдж.

## Интересные факты
Рядом с одной из древнейших армянских мозаик Иерусалима есть могила некоего Петроса из Сотка с надгробной надписью начала VI века.

## Комментарии
1. ↑  Սոթք, Ծափաթաղք, Ունջի ձոր (Ունչիձոր), Հովուաթափք (Հավսաթաղք), Ավազան, Համամաբակք, Արավիսաբակք (Արևիսաբակ), Գուկառինճ, Տրետուք, Սափչի անապատ (Սափչանապատ), Խորթագետ, Վարդանաբակք, Նորաբակք, Վասակաշեն, Կութն, Անապատ, Արփունջն, Շատրջեք, Կուչկունիք (Կուջկունիք), Բարկույք (Պարկիս), Վաղավեր, Ուռակարբ, Ամեռնափոր, Շատվան, Շինիք, Աստվածածին, Երեզ, Բակափոր, Մաքենոց, Ետեցիք, Զերիշատ, Ասխոզ (Ազխոզ), Աղբերաձոր, Արմնա (Արմնալ), Անապատ, Շապուհաթաղ, Կուտակք (Կատակ), Վաչեիբակ, Ջաղացաձոր, Ջաջուրաբակ, Բաշուք (Պաշուք), Տեռնատյան, Բերդաձոր, Դրունք (Տրունք), Որթնիք (Որդնիք), Դարանք (Տարոնք), Դարանակ (Տարանակ), Ախոռատուն (Ախոռանտուն), Ոզմունք, Պաշո, Չահո, Խորասանիբակ, Որոկիք (Որոգիք), Ականք (Ակոնք), Գողոց ագարակ, Այրք, Գեղամաբակ, Կախանաղբյուր, Սահակաբակք, Խոնթաբակ (Խոնթանաբակ), Ջաղացաձոր, Որուց (Որբուծ), Դպրաբակ, Տկոլաբակ (Դկոլաբակ), Ատրմղենաբակ, Խորժա, Սնաձոր (Սնձաձոր), Ծար, Գետաբակ, Երերի, Վարժանկա աղբյուր, Հոնջենք, Եղջերուենիկ, Անապատ, Աղձի գետ (Օձիգետ), Քթաշեն, Գավառնի, Կնձուտ, Դարանակ, Կաթունիք